# Vis (urbanistička cjelina)
Urbanistička cjelina grada Visa predstavlja zaštićeno kulturno dobro.

## Opis dobra
Vis je smješten u dnu uvale na sjevernoj strani otoka. Ime grada je slavenizirani oblik imena grčke kolonije Issa koju su osnovali dorski kolonisti 397. g. pr. Kr. na zapadu zaljeva. U 14. st. na istoku uvale razvija se Kut u kojem tijekom 16.st. hvarski građani i plemići grade svoje ljetnikovce. Na zapadnom dijelu viške uvale razvija se Luka. Tijekom 17. st. naseljavanjem područja između Kuta i Luke, te njihovim spajanjem nastaje jedinstvena urbana cjelina. Uz ljetnikovce, arhitektonski naglasak Visu daju i brojne fortifikacije koje se grade od 16. do 19. st.

## Zaštita
Pod oznakom Z-5093 zavedena je pod vrstom "kulturno-povijesna cjelina", pravna statusa zaštićena kulturnog dobra, klasificirano kao "urbana cjelina".